# Liste von Mühlen an der Ploučnice
Die Liste von Mühlen an der Ploučnice gibt eine Übersicht über die historischen Wassermühlen an der Ploučnice (deutsch: Polzen) unabhängig davon, ob sie noch existieren oder bereits verfallen und abgerissen sind. Es wurden etwa 30 Mühlenstandorte erfasst. Viele Mühlen existieren nicht mehr, einige sind umgebaut und dienen anderen Zwecken.

## Legende
- Lage: Ortsteil bzw. Gemarkung sowie Straßenname und Hausnummer. Der Link Standort führt zur Kartendarstellung.
- Objekt: Name der Mühle.
- Beschreibung: Angabe baulicher und geschichtlicher Einzelheiten, von Denkmaleigenschaften sowie ehemaligen Besitzern oder Bewohnern der Mühle.
- ÚSKP-Nr.: Mühlen, die unter Denkmalschutz stehen, werden hier eingetragen. Der Link Katalog führt zur tschechischen Denkmalliste. Ein ggf. vorhandenes Icon  führt zu den Angaben bei Wikidata.
- Bild: zeigt ein Bild der Mühle und gegebenenfalls einen Link zu weiteren Fotos.

## Liste von Mühlen an der Ploučnice (Polzen)
Die Liste der ehemaligen Mühlen ist entsprechend der örtlichen Lage von der Quelle bis zur Mündung in die Elbe gegliedert.
| Lage                                                                    | Objekt                                 | Beschreibung | ÚSKP-Nr.                  | Bild                     |
| ----------------------------------------------------------------------- | -------------------------------------- | --- | ------------------------- | ------------------------ |
| Osečná, Liberecká 25 (Standort)                                         | Jintscher Mühle Oschitz                | ehem. Jintscher oder Jüntscher Mühle - Jenišovský mlýn Osečná. Die Mühle liegt nördlich von Osečná am Jenišovský-Teich und ist die erste Mühle am Fluss Ploučnice (Polzen). |                           | weitere Bilder           |
| Osečná, Liberecká 27 (Standort)                                         | Ferkelmühle Oschitz                    | ehem. Ferkelmühle - Ferklův mlýn Osečná. Die Mühle liegt am nordöstlichen Rand von Osečna. Das ursprüngliche einstöckige Fachwerkgebäude mit einem typischen Holzsockel und einer breiteren einstöckigen Backsteinmühle wurde 1909/10 durch ein einstöckiges Backsteingebäude ergänzt. Der jüngere Teil ist heute noch erhalten. |                           | Ferkelmühle Oschitz      |
| Osečná, Příčná 46 (Standort)                                            | Porschs Mühle Oschitz                  | ehem. Porschs Mühle - Porschův mlýn, Brtkův mlýn Osečná, nach 1945 abgerissen. |                           | BW                       |
| Lázně Kundratice, Českolipská ev. 59 (Standort)                         | Obermühle Kunnersdorf                  | ehem. Obermühle, Sägemühle (1844) - Horní mlýn Lázně Kundratice, nach 1945 abgerissen (wüst) |                           | BW                       |
| Lázně Kundratice, Truhlářská 45 (Standort)                              | Mittelmühle Kunnersdorf                | ehem. Mittelmühle (1844) - Prostřední mlýn a pila Lázně Kundratice. Die Sägemühle befindet sich mitten im Ort, bestehend aus zwei Gebäuden und einem Innenhof. Der klassizistische Mühlenbau stammt laut der Datierung am Eingangsportal aus der Mitte des 19. Jahrhunderts. |                           | weitere Bilder           |
| Lázně Kundratice, Českolipská 37 (Standort)                             | Kočvars Mühle Kunnersdorf              | ehem. Sägemühle (1799) - Kočvarův mlýn Lázně Kundratice. Die Mühle steht an einem kleinen Teich am Rande von Lázně Kundratice. Die Mühle ist ein Beispiel für die technische Entwicklung des Mühlenhandwerks und steht unter Denkmalschutz. | 11694/5-5612 Info Katalog | weitere Bilder           |
| Břevniště 2 (Standort)                                                  | Hammermühle Merzdorf                   | ehem. Hammermühle oder Eisenhammer am Hammergraben (Hamerská Strouha), ehem. Gutsmühle im östlichen Teil des Dorfes Břevniště, jetzt ruinös |                           | BW                       |
| Útěchovice, Školní 5, OT von Hamr na Jezeře (Standort)                  | Papiermühle Audishorn                  | ehem. Papiermühle, später Papierfabrik (Papírna Hamr Útěchovice) am Hammergraben (Hamerská Strouha). Die großen Gebäude der Mühle und später der Papierfabrik stehen unterhalb des Papírník-Teichs am Rande des Dorfes. Früher befanden sich in dem Gebäude eine Getreidemühle, später eine Textil- und Papiermühle. Die Mühle wird fortlaufend repariert und erneuert. Das Mühlen- und Papierfabrikgebäude (ohne Speicher) steht unter Denkmalschutz.                        | 42191/5-2946 Info Katalog | weitere Bilder           |
| Hammer am See, Okružní 16 (Standort)                                    | Hammermühle                            | ehem. Hammermühle (Hamerský mlýn), später Sägemühle am Hammergraben. Ruine der ehemaligen Mühle mit Antrieb, seit 1962 Freizeitanlage des OSP Semily, jetzt in ruinösen Zustand. |                           | weitere Bilder           |
| Hamr na Jezeře 56 (Standort)                                            | Sägemühle Hammer                       | ehem. Sägemühle am Hammersee |                           | weitere Bilder           |
| Stráž pod Ralskem 80 und 7 (Standort)                                   | Schlossmühle Wartenberg                | ehem. Schlossmühle Wartenberg am Rollberg (Podzámecký mlýn Stráž pod Ralskem). Die kleine Mühle, ursprünglich ein Nebengebäude des benachbarten Herrenhauses, diente 1930 nur noch der Quetschung und Zerkleinerung von Getreide. Die Mühle liegt in einer Gartenkolonie, etwa 1 km nördlich der Kirche des hl. Sigismund. |                           | BW                       |
| Stráž pod Ralskem, Mlýnská / Mimoňská 109 (Standort)                    | Stadtmühle oder Niedermühle Wartenberg | ehem. Niedermühle Wartenberg - Dolní mlýn Stráž pod Ralskem, um 1980 abgerissen, jetzt steht dort ein Wohnblock, von 1958 bis 1980 unter Denkmalschutz. | 54619/5-3299 Info Katalog | BW                       |
| Noviny pod Ralskem 57 (Standort)                                        | Jaksch-Mühle Neuland                   | ehem. Mühle Neuland am Rollberg (Jakschův mlýn). Das Privileg der freien Mühle mit örtlichen Hämmern ist bereits im 16. Jhdt. dokumentiert, etwa gleichzeitig mit dem Ploučnice-Durchbruch entstanden. An dieser Stelle wurde um 1700 eine Gutsmühle mit Sägewerk errichtet, daneben baute Josef Jaksch 1786 eine neue Mühle. In den 1990er Jahren erfolgte der Abriss wesentlicher Teile, nur die hölzerne mehrstöckige Mühle blieb erhalten und dient jetzt als Ferienhaus. |                           | Jaksch-Mühle Neuland     |
| Mimoň, V Lukách 96 (Standort)                                           | Obermühle Niemes                       | ehem. Obermühle Niemes (Horní mlýn Mimoň). Das Mühlengebäude existiert derzeit vermutlich nicht mehr, nur wenige Gebäude, die anderweitig genutzt werden, sind erhalten geblieben. Derzeit wird der Bereich vom Technischen Dienst der Stadt Mimoň genutzt. |                           | BW                       |
| Mimoň, Mlýnská stezka 22 (Standort)                                     | Niedermühle Niemes                     | ehem. Niedermühle Niemes (Dolní mlýn Mimoň), erhalten blieb die Außenfassade des Hauptmühlengebäudes auf einem ehemaligen Industriegelände. Neben der Hauptmühle gab es auch eine Papiermühle. Das Gelände der ehemaligen Mühle liegt etwa 300 m südlich vom Hauptplatz. |                           | weitere Bilder           |
| Veselí 33, OT von Zákupy (Reichstadt) (Standort)                        | Güsselmühle Wesseln                    | ehem. Güsselmühle (Slévárna) Veselí, jetzt ruinös. |                           | Güsselmühle Wesseln      |
| Brenná 37, OT von Zákupy (Standort)                                     | Mühle Brenn                            | ehem. Mühle Brenná (Brenský mlýn). Die Mühle steht in der Nähe des Dorfes Brenná an der Straße nach Zákupy (Reichstadt). Das ehem. Mühlengebäude wird als privates Wohnhaus genutzt. |                           | weitere Bilder           |
| Stružnice 120 (Standort)                                                | Hintermühle Straußnitz                 | ehem. Hintermühle Stružnice (Zadní mlýn). Die Mühle ist auf der alten Militärkarte eingetragen, der Rest der Auffahrt ist noch erkennbar, abgerissen (wüst). |                           | BW                       |
| Stružnice 122 (Standort)                                                | Straußnitzer Mühle                     | ehem. Straußnitzer Mühle (Stružnický mlýn) mit mehreren Gebäuden am rechten Ufer der Ploučnice, jetzt als Wasserkraftwerk MVE (Malá vodní elektrárna) Stružnice und seit 2013 als Bootszentrum genutzt. | Wikidata-Objekt anzeigen  | weitere Bilder           |
| Jezvé 53, OT von Stružnice (Standort)                                   | Mühle Neustadtl                        | ehem. Mühle Neustadtl (Jezevský mlýn). Die Jezvecký-Mühle war eine der ältesten in der Gegend, im Zentrum des Orts in der Nähe des Marktplatzes, urspr. aus zwei Teilen bestehend, jetzt existiert nur noch der Wohnteil. |                           | BW                       |
| Horní Police, 9. Května 91 (Standort)                                   | Mühle Oberpolitz                       | ehem. Oberpolitzer Mühle in Horní Police, an der Straße 262. Von der Mühle ist nur noch ein Rest des Mühlensockels und des Turbinenschachts erhalten. Die Mühle war bereits in den ersten Militärkarten von 1764 bis 1768 eingetragen. Der letzte Besitzer der Mühle war der Müller Julius Hruschka, die Mühle wurde in den 1970er Jahren abgerissen. |                           | BW                       |
| Žandov, Mlýnská 109 (Standort)                                          | Storchmühle Sandau                     | ehem. Storchmühle Sandau - Skřípavý mlýn Žandov, als Schleifmühle genutzt, später abgerissen (wüst) |                           | BW                       |
| Starý Šachov 28 (Standort)                                              | Kaisermühle Alt Schokau                | ehem. Kaisermühle Alt Schokau, Císařský mlýn Starý Šachov, wird jetzt zur Stromerzeugung genutzt. |                           | Kaisermühle Alt Schokau  |
| Malý Šachov 51, OT von Starý Šachov (Standort)                          | Storchen-Mühle Klein Schokau           | ehem. Storchen-Mühle Klein Schokau - Storchův mlýn Malý Šachov am Merboltický potok (wüst). Eine verlassene alte Mühle direkt im Dorf. Die Geländeverhältnisse ermöglichten hier ein Gefälle von 15 m bis zur Schachtsohle, von wo aus das Wasser über einen unterirdischen Kanal zur Ploučnice abgeleitet wurde. |                           | BW                       |
| Oldřichov nad Ploučnicí 132, OT von Františkov nad Ploučnicí (Standort) | Mühle Ulgersdorf                       | ehem. Mühle Ulgersdorf, jetzt Wasserkraftwerk MVE Oldřichov nad Ploučnicí |                           | BW                       |
| Oldřichov nad Ploučnicí, OT von Františkov nad Ploučnicí (Standort)     | Buschmühle Ulgersdorf                  | ehem. Buschmühle Ulgersdorf, später Industriemühle, jetzt Wasserkraftwerk MVE Oldřichov nad Ploučnicí. |                           | BW                       |
| Františkov nad Ploučnicí 321 (Standort)                                 | Mühle Franzenthal                      | ehem. Mühle Franzenthal, später Industriemühle, jetzt Wasserkraftwerk MVE Františkov nad Ploučnicí |                           | BW                       |
| Františkov nad Ploučnicí 76 (Standort)                                  | Mühle Franzenthal                      | ehem. Mühle Franzenthal, später Industriemühle und Textilfabrik, jetzt Wasserkraftwerk MVE Františkov nad Ploučnicí |                           | BW                       |
| Františkov nad Ploučnicí 89 (Standort)                                  | Mühle Franzenthal                      | ehem. Mühle Franzenthal, später Industriemühle und Textilfabrik, jetzt Wasserkraftwerk MVE Františkov nad Ploučnicí |                           | BW                       |
| Benešov nad Ploučnicí, Českolipská 705 (Standort)                       | Mühle Bensen                           | ehem. Mühle und Textilfabrik Bensen, jetzt Fa. Wood Interest s.r.o. Benešov nad Ploučnicí |                           | BW                       |
| Benešov nad Ploučnicí, Palackého 78, Českolipská 222-224 (Standort)     | Büchsenmühle Bensen                    | ehem. Büchsenmühle - Puškový mlýn Benešov. Die Mühle wurde um 1850 von Friedrich Mattausch zur Spinnerei umgebaut und war später Teil des Textilkonzerns Mautner, danach Betrieb Benar 01 des Konzerns Benar Benešov nad Ploučnicí. |                           | weitere Bilder           |
| Benešov nad Ploučnicí, Boženy Němcové 179 (Standort)                    | Palmmühle Bensen                       | ehem. Palmmühle Benešov nad Ploučnicí (Doktorský mlýn oder Palmův mlýn). Die Doktormühle (urspr. im Besitz von Dr. Hegenbarth) wurde von Ferdinand Mattausch erworben, der sie zur Sägemühle umbauen ließ, anschließend eine Wäscherei und später eine Lebensmittelmühle. Ab 1940 entstanden hier Wohnungen für Mitarbeiter der Fa. Mattausch und ein Mädchenheim. |                           | Palmmühle Bensen         |
| Benešov nad Ploučnicí, Českolipská 208 (Standort)                       | Spinnmühle Bensen                      | ehem. Spinnmühle Bensen, später erste Spinnerei und Wollverarbeitung der Firma Friedrich Mattausch, danach Betrieb Benar 03 des Konzerns Benar, jetzt Elecom s.r.o. |                           | weitere Bilder           |
| Benešov nad Ploučnicí, Boženy Němcové 190, Divišova 668 (Standort)      | Stadtmühle Bensen                      | ehem. Stadtmühle oder Große Mühle Bensen - Městský mlýn Benešov nad Ploučnicí. Die sogenannte Große Mühle wurde 1904 von der Stadt erworben und zum städtischen Kraftwerk umgebaut, das bis 1945 in Betrieb war. |                           | weitere Bilder           |
| Benešov nad Ploučnicí, Nádražní 286 (Standort)                          | Baumwoll-Spinnerei Bensen              | ehem. Baumwoll-Spinnerei und Textilfabrik der Firma Grohmann und Mattausch, später Teil des Konzerns Benar Benešov nad Ploučnicí. |                           | weitere Bilder           |
| Malá Veleň 58 (Standort)                                                | Mühle Klein Wöhlen                     | ehem. Mühle Klein Wöhlen, jetzt Wasserkraftwerk MVE Malá Veleň |                           | BW                       |
| Malá Veleň (Standort)                                                   | Mühle Klein Wöhlen                     | ehem. Mühle Klein Wöhlen (Veleňský mlýn), stand in der Nähe des Wehrs am Polzen, bereits in der ersten Militärkarte von 1764–68 eingetragen, 1905 abgebrannt und ist seitdem nicht mehr in Betrieb. Am Wehr der ehemaligen Mühle wurde vor einigen Jahren ein Wasserkraftwerk errichtet. |                           | BW                       |
| Malá Veleň 41 (Standort)                                                | Wasserkraftwerk Klein Wöhlen           | Wasserkraftwerk, errichtet 1925 für die Firma Mattausch, jetzt Wasserkraftwerk MVE Malá Veleň |                           | BW                       |
| Děčín-Březiny 14 (Standort)                                             | Mühle Birkigt                          | ehem. Mühle Birkigt (mlýn Březiny) am Doberner Bach (Dobrnský potok) von 1846 |                           | BW                       |
| Děčín-Březiny (Standort)                                                | Mühle Birkigt                          | ehem. Mühle Birkigt - mlýn Březiny, jetzt Wasserkraftwerk MVE Březiny |                           | BW                       |
| Děčín-Březiny (Standort)                                                | Wasserkraftwerk Birkigt                | jetzt Wasserkraftwerk MVE Březiny I |                           | BW                       |
| Děčín-Březiny (Standort)                                                | Wasserkraftwerk Birkigt                | jetzt Wasserkraftwerk MVE Březiny II |                           | BW                       |
| Děčín-Staré Město (Standort)                                            | Wasserkraftwerk Altstadt               | jetzt Wasserkraftwerk MVE Děčín-Staré Město I |                           | BW                       |
| Děčín-Staré Město 414 (Standort)                                        | Wasserkraftwerk Altstadt               | jetzt Wasserkraftwerk MVE Děčín-Staré Město II |                           | BW                       |
| Děčín-Staré Město, Ve Vilách 1422/19a (Standort)                        | Wasserkraftwerk Altstadt               | jetzt Wasserkraftwerk MVE Děčín-Staré Město |                           | Wasserkraftwerk Altstadt |
| Děčín I, Fügnerova 51/30 (Standort)                                     | Mühle Tetschen                         | ehem. Industriemühle Tetschen, jetzt Firma Daymoon, a. s. |                           | weitere Bilder           |
| Staré Město, Oblouková 416/39, OT von Děčín (Standort)                  | Altstädter Mühle                       | ehem. Altstädter Mühle (Staroměstský mlýn). Das Mühlengelände mit dem Sägewerk lag an der Grenze der beiden Gemarkungen Děčín und Staré Město. |                           | weitere Bilder           |
| Staré Město, Ploučnická 940E (Standort)                                 | Niedermühle Altstadt                   | ehem. Niedermühle in Altstadt (Dolní mlýn Staré Město), jetzt teilweise mit der benachbarten Fabrik verbunden, teilweise auch abgerissen. |                           | weitere Bilder           |
| Děčín, U Plovárny 1259/10 (Standort)                                    | Schlossmühle Tetschen                  | ehem. Schlossmühle Tetschen (Zámecký mlýn Děčín), bereits um 1436 als Getreidemühle am Schlossteich erwähnt, aber bei Überschwemmungen oft beschädigt, 1878 wurde die Wassermühle zur Maschinenmühle umgebaut. Im Jahr 1885 wurde sie in eine Papier- und Pappenfabrik umgewandelt, Betrieb mit zwei Wasserturbinen. 1903 brannte die Fabrik ab, danach errichtete die Stadt Děčín hier ein Wasserkraftwerk.                                                                  | Wikidata-Objekt anzeigen  | weitere Bilder           |

## Liste von Mühlen an Zuflüssen der Ploučnice (Polzen)
Die Liste der ehemaligen Mühlen an den Zuflüssen ist entsprechend der örtlichen Lage am von der Quelle bis zur Mündung gegliedert.
| Mühlen am Ještědský potok (Jeschkenbach) und Dubnický potok (Hennersdorfer Bach) |                                          | |                           |                             |
| Křižany 260 (Standort)                                                           | Niedermühle Kriesdorf                    | ehem. Niedermühle Kriesdorf am Jeschkenbach - Černý mlýn oder Dolní mlýn Křižany am Ještědský potok, urspr. im Besitz der Freiherrn von Lämberg (Lemberk) |                           | BW                          |
| Žibřidice 80, OT von Křižany (Standort)                                          | Obermühle oder Teichmühle Seifersdorf    | ehem. Obermühle oder Teichmühle Seifersdorf am Jeschkenbach - Horní mlýn Žibřidice am Ještědský potok. Die alte Herrenmühle stand mitten im Dorf unterhalb des Teichdamms. In der Ortschronik wird sie bereits zu Beginn des 16. Jahrhunderts erwähnt, nach 1945 abgerissen (wüst). |                           | BW                          |
| Žibřidice 10 (Standort)                                                          | Niedermühle Seifersdorf                  | ehem. Niedermühle Seifersdorf am Jeschkenbach - Spodní mlýn v Žibřidicích am Ještědský potok. Die Mühle stand am westlichen Ortsrand hinter dem Haus Nr. 12. Sie wurde in der zweiten Hälfte des 18. Jahrhunderts erbaut und 1958 abgerissen. |                           | BW                          |
| Dubnice pod Ralskem 135 (Standort)                                               | Obermühle oder Wobisch-Mühle Hennersdorf | ehem. Obermühle oder Wobisch-Mühle Hennersdorf – Wobischův mlýn; Horní mlýn am Dubnický potok (Hennersdorfer Bach). Die Mühle stand direkt gegenüber der Kirche und war von 1752 bis 1945 im Besitz der Familie Wobisch, um 1900 renoviert, 1991 abgerissen (wüst), von 1958 bis 1991 unter Denkmalschutz. | 53035/5-2937 Info Katalog | BW                          |
| Mühlen am Panenský potok (Jungfernbach)                                          |                                          | |                           |                             |
| Kněžičky 015E, OT von Jablonné v Podještědí (Standort)                           | Mühle Kleinherrndorf                     | ehem. Mühle Kleinherrndorf - mlýn v Kněžičkách am Kněžický potok. Das Gebäude der ehemaligen Mühle steht im östlichen Teil von Kněžice an der Straße von Kněžice nach Lvová. |                           | BW                          |
| Lvová (Standort)                                                                 | Lämberger Mühle                          | ehem. Lämberger Mühle am Jungfernbach - Lemberský mlýn am Panenský potok. Die Mühle wurde 1560 unterhalb der Burg gegründet, sie lag am Ufer des Brauereiteichs und war später Sägewerk und danach bis ins 20. Jahrhundert eine Brauerei. |                           | BW                          |
| Markvartice, Ke Studánce 44, OT von Jablonné v Podještědí (Standort)             | Gutsmühle Markersdorf                    | ehem. Gutsmühle (1704) - Panský mlýn Markvartice, am Markersdorfer Teich (Markvartický rybník), unter Denkmalschutz. | 105665 Info Katalog       | weitere Bilder              |
| Jablonné v Podještědí, Mlýnská 110 (Standort)                                    | Markersdorfer Mühle                      | ehem. Niedermühle Markersdorf - Dolní mlýn Jablonné v Podještědí (Markvartice v Podještědí), unter Denkmalschutz. | 50981/5-5790 Info Katalog | weitere Bilder              |
| Velký Valtinov 7 (Standort)                                                      | Wiesenmühle Groß Walten                  | ehem. Wiesenmühle Groß Walten (OT Franzendorf) - Luční mlýn Velký Valtinov, im OT Františkov |                           | Wiesenmühle Groß Walten     |
| Hlemýždí 35, OT von Brniště (Standort)                                           | Schneckendorfer Mühle                    | ehem. Mühle Schneckendorf - Společenský mlýn oder mlýn Hlemýždí |                           | weitere Bilder              |
| Jáchymov 24, OT von Brniště (Standort)                                           | Mühle Joachimsdorf                       | ehem. Mühle Joachimsdorf - mlýn Jáchymov |                           | weitere Bilder              |
| Velký Grunov 53, OT von Brniště (Standort)                                       | Mühle Groß Grünau                        | ehem. Mühle Groß Grünau - Dolní mlýn Velký Grunov |                           | BW                          |
| Mühlen an der Svitavka (Zwittebach)                                              |                                          | |                           |                             |
| Dolní Světlá 161, OT von Mařenice (Standort)                                     | Ramischmühle Nieder Lichtenwalde         | ehem. Ramischmühle (Marmormühle) in Nieder Lichtenwalde am Zwittebach - mlýn a brusírna mramoru an der Svitavka. Das Mühlengut (Mühle und Marmorschleiferei) befindet sich am südlichen Ortsrand von Dolní Světlá an der Grenze zur Katastergemeinde Mařenice, in einem Tal am linken Ufer des Baches Svitavka. |                           | BW                          |
| Mařenice 57 (Standort)                                                           | Wittig-Mühle Großmergthal                | ehem. Wittig-Mühle Großmergthal - Wittigův mlýn. Die Mühle in Blockhaus-Bauweise war im Jahr 1930 im Besitz von August Wittig. |                           | BW                          |
| Mařenice 19 (Standort)                                                           | Richter-Mühle Großmergthal               | ehem. Richter-Mühle Großmergthal - Dolní mlýn, Richterův mlýn. Im Jahr 1930 war die Mühle im Besitz von Emil Richter. |                           | BW                          |
| Naděje 34, OT von Cvikov (Standort)                                              | Hammermühle                              | ehem. Hammermühle am Hammerbach - Hamerský mlýn am Hamerský potok. Das Gebäude befindet sich im Weiler Hamr, am Nordrand der Gemeinde Naděje. |                           | BW                          |
| Mařeničky, OT von Mařenice (Standort)                                            | Neumann-Mühle Kleinmergthal              | ehem. Neumann-Mühle Kleinmergthal am Hmmerbach, auch Pechmühle - Pechův mlýn, Neumannův mlýn Mařeničky am Hamerský potok |                           | BW                          |
| Mařeničky 6 (Standort)                                                           | Scholz-Mühle Kleinmergthal               | ehem. Scholz-Mühle am Hammerbach - Scholzův mlýn Mařeničky am Hamerský potok. Das Gebäude der ehemaligen Mühle steht im nördlichen Teil des Dorfes am Hammerbach, oberhalb der Einmündung in die Svitavka. |                           | BW                          |
| Mařeničky 41 (Standort)                                                          | Mühle Kleinmergthal                      | ehem. Mühle Kleinmergthal, später Spinnerei und Kämmerei an der Svitavka. Das Gebäude befindet sich im Zentrum des Ortes am linken Ufer des Bachs Svitavka und ist über eine Stahlbetonbrücke erreichbar. |                           | BW                          |
| Kunratice u Cvikova 32 (Standort)                                                | Obermühle Kunnersdorf                    | ehem. Obermühle Kunnersdorf - Horní mlýn Kunratice. Das ehemalige Mühlenanwesen befindet sich am nördlichen Ortsrand, rechts der Straße nach Mařenice. Diese Mühle war die jüngere der beiden Kunratice-Mühlen. |                           | BW                          |
| Kunratice u Cvikova 61 (Standort)                                                | Niedermühle Kunnersdorf                  | ehem. Niedermühle Kunnersdorf - Dolní mlýn Kunratice. Die ältere der beiden Kunratice-Mühlen befindet sich im Zentrum des Ortes. |                           | BW                          |
| Rousínov 19 (Standort)                                                           | Mühle Morgenthau                         | ehem. Mühle Morgenthau - mlýn v Rousínově am Boberský potok. Die Mühle steht am Ortsrand von Rousínov, sie wurde zuletzt als Gasthaus genutzt. Das Dach der Mühle ist 1991 eingestürzt, seitdem ist sie eine Ruine. | 11959/5-5433 Info Katalog | weitere Bilder              |
| Svor 150 (Standort)                                                              | Mühle Röhrsdorf                          | ehem. Mühle Röhrsdorf - pila a brusírna skla ve Svoru am Boberský potok. Die zu einem Wohnhaus umgebaute Mühle steht am Waldrand am oberen Ende von Svor. Sie wurde ursprünglich als Mahlmühle, später als Sägemühle und Glasschleiferei genutzt. |                           | BW                          |
| Cvikov 95/II (Standort)                                                          | Wildteichmühle Zwickau                   | ehem. Wildteichmühle Zwickau in Böhmen; Mühle im Martinstal (Martinov údolí) am Rande von Cvikov am Boberský potok, jetzt für Erholungszwecke genutzt. |                           | BW                          |
| Cvikov, Mlýnská 62/I (Standort)                                                  | Obermühle, Stadtmühle Zwickau            | ehem. Obermühle, Stadtmühle Zwickau - Horní mlýn Cvikov am Boberský potok. Die Mühle steht im östlichen Teil des Stadtzentrums, in der Nähe des Marktplatzes. |                           | BW                          |
| Lindava 21 (Standort)                                                            | Mühle Lindenau                           | ehem. Mühle Lindenau am Zwittebach – mlýn Lindava an der Svitavka. | Wikidata-Objekt anzeigen  | Mühle Lindenau              |
| Lindava 87 (Standort)                                                            | Lorenz-Mühle Lindenau                    | ehem. Lorenz-Mühle Lindenau - Lorenzův mlýn Lindava. Die Mühle befindet sich im nördlichen Teil der Gemeinde. |                           | BW                          |
| Velenice 20 (Standort)                                                           | Obermühle Wellnitz                       | ehem. Obermühle Wellnitz - Horní mlýn Velenice. Die Mühle, ein dreistöckiges Gebäude, liegt am Ortsrand und steht derzeit leer. |                           | Obermühle Wellnitz          |
| Velenice 88 (Standort)                                                           | Niedermühle Wellnitz                     | ehem. Niedermühle Wellnitz - Dolní mlýn Velenice. Das Gebäude der ehemaligen Mühle steht am südlichen Ortsrand, am rechten Ufer des Baches Svitáva. Die Zufahrtsstraße zur Mühle beginnt an der Bushaltestelle „Velenice, starý mlýn“. |                           | BW                          |
| Zákupy, Borská 50 (Standort)                                                     | Mühle Ferdinand Laske Reichstadt         | ehem. Mühle von Ferdinand Laske in Reichstadt - mlýn v Zákupech. Die Mühle befindet sich am nördlichen Stadtrand in der Nähe des Schlosses. Sie stammt aus dem Jahr 1904 und ist in einen nördlichen Betriebsteil und einen südlichen Wohnteil unterteilt. Die Fassade ist mit Jugendstilstuck verziert. Bis 1995 wurde sie als Industriemühle genutzt, jetzt ohne Mühlentechnik in Privatbesitz.                                                            | Wikidata-Objekt anzeigen  | weitere Bilder              |
| Zákupy, Koželužská 215 (Standort)                                                | Niedermühle Reichstadt                   | ehem. Niedermühle Reichstadt am Zwittebach, später Papierfabrik und Gerberei - Dolní mlýn Zákupy an der Svitavka |                           | BW                          |
| Mühlen an der Dobranovský potok (Rodowitzer Bach)                                |                                          | |                           |                             |
| Radvanec 77 (Standort)                                                           | Mühle Rodowitz                           | ehem. Mühle Rodowitz am Rodowitzer Bach (auch Dobernbach oder Doberner Bach) - Radvanecký mlýn am Dobranovský potok. Der Mühlengraben und ein Teil des Mühlrades sind erhalten (Stand 2007). Am Standort der ursprünglichen Mühle wurde ein Neubau errichtet. |                           | weitere Bilder              |
| Sloup v Čechách, Mlýnská 82 (Standort)                                           | Mittelmühle Bürgstein                    | ehem. Mittelmühle Bürgstein am Rodowitzer Bach - Prostřední mlýn Sloup am Dobranovský potok. Die Mühle in Sloup v Čechách existiert seit dem 15. Jahrhundert, sie steht im Ortszentrum, jetzt zum Wohngebäude umgebaut. |                           | BW                          |
| Sloup v Čechách, Ke Mlýnu 117 (Standort)                                         | Niedermühle Bürgstein                    | ehem. Niedermühle Bürgstein - Dolní mlýn Sloup. Die Mühle, ein Fachwerkhaus, steht im Ortszentrum, ist renoviert und wird als Wohnhaus genutzt. |                           | BW                          |
| Janov 11 (Standort)                                                              | Mühle Johannesdorf                       | ehem. Mühle Johannesdorf - mlýn v Janově u Nového Boru am Chotovický potok. Die Mühle steht an der Ortsstraße an einem Felsen. Der Mühlgraben und die Radkammer der Mühle ist in den Fels gehauen. Die Mühle wird heute zu Wohn- und Erholungszwecken genutzt. |                           | BW                          |
| Janov 6 (Standort)                                                               | Mühle Johannesdorf                       | ehem. Mühle Johannesdorf - mlýn, brusírna v Janově u Nového Boru. Das große Gebäude der ehemaligen Mühle und Schleiferei steht an einer Nebenstraße in der Nähe der Burg Sloup, jetzt zu Erholungzwecken genutzt. |                           | BW                          |
| Bukovany 18, OT von Nový Bor (Standort)                                          | Mühle Bokwen                             | ehem. Mühle Bokwen - mlýn v Bukovanech. Die renovierte Mühle steht am Ortsrand und wird zu Wohnzwecken genutzt. |                           | BW                          |
| Svojkov 81 (Standort)                                                            | Froschmühle Schwoika                     | ehem. Froschmühle Schwoika - Froschův, Žabí mlýn. Die Mühle steht am südlichen Ortsrand. Im Laufe der Jahre wurde sie als Ölmühle, Glasmühle, Stahlmühle, Coilfabrik und Sandsteinsägewerk genutzt, jetzt wird sie zu Wohnzwecken genutzt. |                           | BW                          |
| Písečná 29, OT von Česká Lípa (Standort)                                         | Obermühle Pießnig                        | ehem. Obermühle Pießnig - Horní mlýn. Die Mühle steht am Ortsrand, wurde umgebaut und dient jetzt Wohnzwecken. |                           | BW                          |
| Dobranov 139, OT von Česká Lípa (Standort)                                       | Mühle Doberner Mühle                     | ehem. Mühle Dobern - mlýn v Dobranově. Die Mühle steht an der Dorfstraße und wird jetzt zu Erholungszwecken genutzt. |                           | BW                          |
| Mühlen an der Šporka (Rohnbach)                                                  |                                          | |                           |                             |
| Arnultovice, Gen. Svobody 34, OT von Nový Bor (Standort)                         | Mühle Arnsdorf                           | ehem. Mühle Arnsdorf am Sporkabach (auch Rohnbach oder Ronbach) - mlýn Arnultovice an der Šporka, später Glasschleiferei und Holzwolleproduktionsanlage. Die Wassermühle war ursprünglich eine Getreidemühle. Es wurde im Dorf bereits in der zweiten Hälfte des 18. Jahrhunderts erwähnt. In der zweiten Hälfte des 19. Jahrhunderts wurde es zu einer Glasmühle umgebaut, später wurde hier auch Holzwolle hergestellt.                                    |                           | BW                          |
| Arnultovice, Gen. Svobody 274 (Standort)                                         | Mühle Arnsdorf                           | ehem. Mühle Arnsdorf - mlýn v Arnultovicích u Nového Boru. Die großen L-förmigen Mühlengebäude liegen an der Hauptstraße von Nový Bor nach Arnultovice und Polevsko. |                           | BW                          |
| Nový Bor, Dvořákova 56 (Standort)                                                | Mühle Haida                              | ehem. Mühle Haida - mlýn v Novém Boru. Die Mühle, errichtet am Anfng des 19. Jahrhunderts, steht im Zentrum von Nový Bor, in der Nähe des Marktplatzes. |                           | BW                          |
| Nový Bor, Husova 32 (Standort)                                                   | Mühle Haida                              | ehem. Mühle Haida - mlýn a brusírna skla v Novém Boru. Die in der zweiten Hälfte des 18. Jahrhunderts erbaute Wassermühle war ursprünglich eine Getreidemühle und wurde nach 1870 zu einer Glasschleiferi umgebaut. |                           | BW                          |
| Skalice u České Lípy 269 (Standort)                                              | Mühle Langenau                           | ehem. Mühle Langenau - Markův mlýn. Die Wassermühle aus dem Jahr 1762 steht am westlichen Fuß des Milberk (Mlýnský vrch). Das Gebäude hat ein gemauertes Erdgeschoss und ein gezimmertes Obergeschoss. Der Giebel ist mit Schiefer bedeckt und schlicht verziert. Zum Gebäude gehören eine zweigeschossige gemauerte Scheune, eine Holzscheune, ein Mühlenhaus und Stallungen.                                                                               | 28519/5-3246 Info Katalog | weitere Bilder              |
| Skalice u České Lípy 2 (Standort)                                                | Mühle Langenau                           | ehem. Mühle Langenau - mlýn ve Skalici I. Das umgebaute Mühlengebäude befindet sich am Ortsrand in Richtung Česká Lípa, nahe der Bahnunterführung. Das Mühlengebäude wird jetzt als Wohnhaus genutzt. |                           | BW                          |
| Skalice u České Lípy 4 (Standort)                                                | Mühle Langenau                           | ehem. Mühle Langenau - mlýn ve Skalici II Die umgebaute Mühle steht am Ortsrand des Dorfes in Richtung Česká Lípa, in einer Schleife des Baches Šporka und neben der Eisenbahnlinie. Die Mühle wird zu Wohnzwecken genutzt. |                           | BW                          |
| Manušice 1, OT von Česká Lípa (Standort)                                         | Mühle Manisch                            | ehem. Mühle Manisch - mlýn v Manušicích. Das große Mühlengebäude mit Sägewerk steht am nordöstlichen Dorfrand. Das Wohngebäude ist mit dem großen Mühlen-Sägewerk verbunden. |                           | BW                          |
| Horní Libchava 3 (Standort)                                                      | Mühle Oberliebich                        | ehem. Mühle Oberliebich - mlýn v Horní Libchavě. Die Mühle befindet sich am südöstlichen Ortsrand an der Straße nach Česká Lípa, in der Nähe der örtlichen Burg. |                           | BW                          |
| Volfartice 86 (Standort)                                                         | Obermühle Wolfersdorf                    | ehem. Obermühle Wolfersdorf - Horní mlýn Volfartice an der Libchava. Die wiederaufgebaute Mühle steht im Dorfzentrum bei der Kirche. Das Gebäude wird jetzt als Wohnhaus genutzt. |                           | BW                          |
| Volfartice 325 (Standort)                                                        | Niedermühle oder Erlmühle Wolfersdorf    | ehem. Nieder- oder Erlmühle Wolfersdorf - Dolní mlýn Volfartice an der Libchava. Die Mühle steht am östlichen Rand des Dorfes Volfartice, nahe der Grenze zu Horní Libchava, in einem Tal, am rechten Ufer des Baches Libchava. |                           | BW                          |
| Mühlen an der Bobří potok (Bieberbach)                                           |                                          | |                           |                             |
| Verneřice, Příbramská 278 (Standort)                                             | Mühle Wernstadt                          | ehem. Mühle Wernstadt am Bieberbach - mlýn Verneřice am Bobří potok. Die Mühle Wernstadt wurde 1912 von einer Molkereigenossenschaft direkt neben der ersten dampfbetriebenen Molkerei des Landes aus dem Jahr 1902 erbaut. Heute dient sie als Wohngebäude. |                           | BW                          |
| Verneřice, Českolipská 191 (Standort)                                            | Mühle Wernstadt I                        | ehem. Mühle - mlýn ve Verneřicích I. Die Mühle ist auf den kaiserlichen Landkarten eingetragen, vermutlich ist sie ohne größere Umbauten erhalten geblieben. Rechteckiger zweistöckiger Bau mit Satteldach, Ziegelbauweise im Erdgeschoss, Fachwerk im Obergeschoss. | 106642 Info Katalog       | weitere Bilder              |
| Heřmanice 17, OT von Žandov (Standort)                                           | Hermann-Mühle Hermsdorf                  | ehem. Hermann-Mühle Hermsdorf am Waltersdorfer Bach - Heřmanický mlýn am Valteřický potok. Eine erhaltene Mühle am Valteřický potok. |                           | BW                          |
| Janovice 14, OT von Kravaře (Standort)                                           | Obermühle Johnsdorf                      | ehem. Obermühle Johnsdorf - Horní mlýn Janovice. Das hohe Mühlengebäude steht am oberen Ende von Janovice, neben einem Bauernhof. |                           | BW                          |
| Kravaře 8 (Standort)                                                             | Obermühle Graber                         | ehem. Obermühle Graber - Horní mlýn; ursprünglich eine gemauerte Mühle, im nördlichen Teil des Ortes. |                           | BW                          |
| Kravaře, Petra Bezruče 126 (Standort)                                            | Niedermühle Graber                       | ehem. Niedermühle Graber - Dolní mlýn; eine gemauerte, zweistöckige Mühle, im nördlichen Teil des Ortes. |                           | BW                          |
| Stvolínky 98 (Standort)                                                          | Mühle Drum                               | ehem. Mühle Drum - mlýn ve Stvolínkách. Die Mühle befindet sich im Dorf Stvolínky, abgelegen an der Straße von Zahrádky nach Kravaře. |                           | BW                          |
| Stvolínky, Malý Bor 2 (Standort)                                                 | Dolansker Mühle                          | ehem. Dolansker Mühle in Kleinheide - Dolanský mlýn. Die Mühle stand neben dem Damm des Dolanský-Teichs und wurde durch einen Felstunnel von einem in den Felsen gehauenen Mühlgraben mit Wasser versorgt. Vom Gebäude sind nur noch die Reste der Umfassungsmauern erhalten. Die Mühle gehörte ursprünglich zu Hostíkovice. |                           | BW                          |
| Holany ev. 150 (Standort)                                                        | Hohlener Mühle                           | ehem. Hohlener Mühle in Rübenau, Sägemühle - mlýn a pila v Rybnově am Bobří potok. Zwei Gebäude stehen am Ortsrand von Holany (Hohlen) auf dem Damm des Holanský rybník in einem weitläufigen Hof unter dem Felsen mit den Ruinen der Burg Rybnov, jetzt als Wohn- und Erholungsobjekte genutzt. Mühle und Sägewerk waren ursprünglich getrennt, jedes Gebäude stand aber am gleichen Mühlgraben.                                                            |                           | BW                          |
| Mühlen am Robečský potok (Robitzer Bach)                                         |                                          | |                           |                             |
| Doksy, Poslův mlýn 236 (Standort)                                                | Posel-Mühle Hirschberg am See            | ehem. Posel-Mühle in Hirschberg am Posel-Teich - Poslův mlýn, Havlišovský mlýn in Doksy am Poselský rybník, später wurde ein Forsthaus errichtet, jetzt im Erholungsgebiet Poslův mlýn bei Doksy gelegen. |                           | BW                          |
| Doksy, Luční 16 (Standort)                                                       | Hirschberger Stadtmühle                  | ehem. Hirschberger Stadtmühle am Robitzer Bach (auch Robitzbach oder Neuschlosser Bach) - Dokeský, Městský mlýn in Doksy am Robečský potok. Die Stadtmühle befand sich etwa 200 m südlich der Bartholomäuskirche neben der Brauerei, vermutlich kurz nach der Stadtgründung unter Karl IV. entstanden. Sie wurde 1877 abgerissen und an ihrer Stelle 1878 ein Pumpwerk zur Versorgung des Schlossgartens und der Springbrunnen errichtet, abgerissen (wüst). |                           | BW                          |
| Břehyně (Standort)                                                               | Heidemühle                               | ehem. Heidemühle – mlýn v Břehyni bei Doksy u Máchova jezera am Břehyňský potok, später ein Sägewerk, abgerissen, von den Gebäuden blieb nur das Sägewerksgebäude übrig, Mühlgraben und Staudamm stehen unter Denkmalschutz. | 23655/5-2884 Info Katalog | weitere Bilder              |
| Staré Splavy, Dalibora z Myšlína 37 (Standort)                                   | Damm-Mühle in Thammühl                   | ehem. Damm-Mühle In Thammühl am Hirschberger Großteich - Podhrázský mlýn am Máchovo jezero. Die Mühle steht unterhalb des Staudamms vom Mácha-See. Der Wasserzulauf zur Mühle und der gewölbte Abflusskanal sind erhalten geblieben. Die Mühle beherbergt heute eine Pension. | 20120/5-2886 Info Katalog | weitere Bilder              |
| Jestřebí 88 (Standort)                                                           | Mühle Habstein                           | ehem. Mühle in Habstein am Robitzer Bach - mlýn v Jestřebí bei Jestřebí u České Lípy am Robečský potok. Die große renovierte Mühle steht im nordöstlichen Teil des Dorfes, in unmittelbarer Nähe des Dorfs Provodín. Auf dem Mühlenhof befinden sich drei Gebäude sowie ein weiteres gegenüber der Mühle, derzeit als Wohngebäude genutzt. |                           | BW                          |
| Zahrádky 34 (Standort)                                                           | Heinrich-Schwarze-Mühle Neugarten        | ehem. Heinrich-Schwarze-Mühle Neugarten am Robitzer Bach - mlýn Heinricha Schwarze bei Zahrádky u České Lípy am Robečský potok. Mühlengebäude, 1865 im neoromanischen Baustil errichtet, am Anfang des 20. Jahrhunderts zur Walzenmühle umgebaut. In den 1980er Jahren wurden die Mahlanlagen demontiert und die Mühle war stark verfallen, danach wieder statisch gesichert, jetzt in Privatbesitz.                                                         | 23319/5-3410 Info Katalog | weitere Bilder              |
| Robeč 27, OT von Česká Lípa (Böhmisch Leipa) (Standort)                          | Robitzer Mühle                           | ehem. Robitzer Mühle in Kleinaicha am Robečský potok. Altes Mühlengebäude mit zahlreichen Umbauten, jetzt ist das Mühlengebäude Teil einer Baufirma. |                           | Robitzer Mühle              |
| Mühlen an der Merboltický potok (Mertendorfer Bach)                              |                                          | |                           |                             |
| Merboltice 59 (Standort)                                                         | Storch-Mühle Mertendorf                  | ehem. Storch-Mühle Mertendorf am Mertendorfer Bach - Storchův mlýn Merboltice am Merboltický potok. Die ehemalige Mühle befindet sich im Ortszentrum. |                           | BW                          |
| Merboltice 98 (Standort)                                                         | Teufelsmühle Mertendorf                  | ehem. Teufelsmühle Mertendorf - Čertův mlýn Merboltice. Die Teufelsmühle in Merboltice ist eine ehemalige Wassermühle, die am rechten Ufer des Mertendorfer Bachs steht. Die Mühle stammt aus der Mitte des 18. Jahrhunderts. Besitzer waren u. a.: Joseph Eyselt, Florian Rösler (1843) und die Müllerin Marie Thöner (1925), jetzt wird das Gebäude für Erholungszwecke genutzt.                                                                           | 25481/5-3845 Info Katalog | Teufelsmühle Mertendorf     |
| Mühlen an der Bystrá (Absbach)                                                   |                                          | |                           |                             |
| Mistrovice 6, OT von Nový Oldřichov (Standort)                                   | Mühle Meistersdorf                       | ehem. Mühle Meistersdorf am Absbach - mlýn v Mistrovicích an der Bystrá. Die seit der zweiten Hälfte des 18. Jahrhunderts erwähnte Getreidemühle stand im zentralen Teil des Dorfes Mistrovice, auf der linken Seite des Bachs Bystrá. |                           | BW                          |
| Veselé 143 (Standort)                                                            | Steinmühle Freudenberg                   | ehem. Steinmühle Freudenberg - Kamenný mlýn Veselé. Die Mühle befindet sich im Ortszentrum auf der rechten Seite der Straße von Kerhartice nach Markvartice. |                           | BW                          |
| Veselé 167 (Standort)                                                            | Mühle Freudenberg                        | ehem. Mühle Freudenberg - Rotheho mlýn Veselé. Die Mühle befindet sich im nordwestlichen Ortsteil, nahe der Grenze zum Dorf Markvartice. |                           | BW                          |
| Markvartice 35 (Standort)                                                        | Dressler-Mühle Markersdorf               | ehem. Dressler-Mühle Markersdorf - Dresslerův mlýn Markvartice. Der ehemalige Mühlenkomplex befindet sich im südlichen Teil des Dorfes Markvartice an der Straße von Benešov nad Ploučnicí nach Česká Kamenice. |                           | BW                          |
| Horní Habartice 41 (Standort)                                                    | Jahnel-Mühle Ober-Ebersdorf              | ehem. Jahnel-Mühle Ober-Ebersdorf - Jahnelův mlýn Horní Habartice. Die Mühle befindet sich im nördlichen Teil des Dorfes an der Landstraße von Benešov nad Ploučnicí nach Česká Kamenice. |                           | Jahnel-Mühle Ober-Ebersdorf |
| Horní Habartice 68 (Standort)                                                    | Matzke-Mühle Ober-Ebersdorf              | ehem. Matzke-Mühle Ober-Ebersdorf - Horní mlýn Horní Habartice. Die Mühle vom Ende des 16. Jahrhunderts steht im Zentrum des Dorfes in der Nähe des Gemeindeamtes. |                           | BW                          |
| Horní Habartice 112 (Standort)                                                   | Pappert-Mühle Ober-Ebersdorf             | ehem. Pappert-Mühle Ober-Ebersdorf - Pappertův, Bečkův, Dolní mlýn Horní Habartice. Die Mühle befindet sich im südlichen Teil der Gemeinde auf der linken Seite der Landstraße von Benešov nad Ploučnicí nach Česká Kamenice. |                           | BW                          |
| Malá Bukovina 90, OT von Velká Bukovina (Standort)                               | Mühle Klein Bocken                       | ehem. Mühle Klein Bocken - mlýn v Malé Bukovině - Das Gebäude der ehemaligen Genossenschaftsmühle aus dem Jahr 1910 befindet sich im Ortszentrum von Malá Bukovina am Dorfteich. |                           | BW                          |
| Dolní Habartice 22 (Standort)                                                    | Mühle Nieder-Ebersdorf                   | ehem. Mühle Nieder-Ebersdorf - mlýn v Dolních Habarticích II. Die Mühle befindet sich im nördlichen Teil der Gemeinde an der Landstraße von Benešov nad Ploučnicí nach Markvartice. |                           | BW                          |
| Mühlen an der Fojtovický potok (Erlenbach)                                       |                                          | |                           |                             |
| Heřmanov 57 (Standort)                                                           | Pappert-Mühle Hermersdorf                | ehem. Pappert-Mühle Hermersdorf am Erlenbach - Pappertův mlýn Heřmanov am Fojtovický potok. Die Mühlengebäude stehen etwa 70 m südlich der Abzweigung zum Dorf Blankartice am linken Ufer des Bachs. |                           | BW                          |
| Heřmanov, 13 (Standort)                                                          | Ölmühle Hermersdorf                      | ehem. Öhlmühle Hermersdorf - Waschatkův mlýn Heřmanov. Das Mühlengebäude war eine Ölmühle und steht im Zentrum des Dorfes am rechten Ufer des Erlenbachs, jetzt Sitz des Gemeindeamtes von Heřmanov. |                           | BW                          |
| Heřmanov 111 (Standort)                                                          | Böhm-Mühle Hermersdorf                   | ehem. Böhm-Mühle Hermersdorf - Böhmův mlýn Heřmanov. Das Gebäude der ehemaligen Mühle steht im nordöstlichen Teil des Dorfes. |                           | BW                          |
| Benešov nad Ploučnicí, Heřmanovská 227 (Standort)                                | Kammel-Mühle Bensen                      | ehem. Kammel-Mühle Bensen - Kammelův mlýn Benešov. Kleinere Mühle im Ortszentrum, Geburtsort von Generalmajor Friedrich Kammel. |                           | BW                          |